# Thalkirchner Achen
Die Thalkirchner Achen ist ein Fließgewässer im bayerischen Landkreis Rosenheim. Sie entsteht nördlich von Frasdorf, fließt in mäanderndem Verlauf nordwärts in einem landschaftsgeschützten Grabensystem. Nach Austritt aus diesem knickt der Lauf nach Westen, bevor die Achen im Seemoos weniger als hundert Meter südlich der Antworter Achen an dessen Nordostende in den Simssee mündet.